# مدينة المعرفة الاقتصادية
تأسست شركة مدينة المعرفة الاقتصادية كشركة مساهمة سعودية بموجب قرار وزارة التجارة والصناعة رقم 256/ق بتاريخ 15/8/1431هـ الموافق 27/7/2010م.  وقامت الشركة في 30/5/2010م باستكمال الطرح العام الأولي لها بمبلغ 1,020 مليون ريال من رأسمالها في سوق الأسهم السعودي بقيمة اسمية قدرها (10) ريالات للسهم الواحد. وقد بدأ الاكتتاب في الطرح الأولي للأسهم في 24/5/2011م اكتتب فيه (1,97) مليون مكتتب غطوا ما نسبته 172,6% من حجم الاكتتاب العام للشركة البالغ (102) مليون سهم. وقد أصدرت هيئة السوق المالية موافقتها على نسب التخصيص النهائية حسب عدد المكتتبين حيث حدد حدها الأدنى بـ (50) سهم لكل مكتتب.  وقد عقدت الشركة جمعيتها التأسيسية في 17/7/1431هـ الموافق 29/6/2010م تم فيها (التحقق من الاكتتاب بكامل رأس المال البالغ أكثر من 3,39 مليار ريال، واعتماد قيمة المساهمات العينية من نفس رأس المال البالغة مليار ريال (بقيمة 10 ريال للسهم الواحد) وهي عبارة عن مساهمة مؤسسة الملك عبد الله بن عبد العزيز لوالدية للإسكان التنموي في رأسمال الشركة، كما تم اعتماد أول مكتب مراقب لحسابات الشركة، بالإضافة إلى اعتماد النظام الأساسي للشركة وتقرير المؤسسين عن الأعمال والنفقات التي اقتضاها تأسيس الشركة، والموافقة على تعيين أول مجلس إدارة للشركة لمدة خمس سنوات من (11) عضواً.  وقد بدأ تداول أسهم الشركة في سوق الأوراق المالية السعودية (تداول) يوم الاثنين 28/8/1431هـ الموافق 9/8/2010م  ضمن قطاع التطوير العقاري بالرمز (4310).
تمثل شركة مدينة المعرفة الاقتصادية أحد مشاريع التنمية الاقتصادية التي تم اطلاقها ضمن منظومة المدن الاقتصادية بالمملكة بهدف دعم الاقتصاد الوطني من خلال إيجاد فرص استثمارية متميزة وكذلك تأسيس صناعات معرفية بالمدينة المنورة تعمل كمحفز لإيجاد منطقة تجارية إضافية ضمن الاهتمام الكبير الذي توليه حكومة المملكة العربية السعودية بدعم النمو الاقتصادي للمملكة العربية السعودية عموماً والمدينة المنورة على وجه الخصوص لمكانتها الكبيرة كأول عاصمة للحضارة الإسلامية ومستقر خير الأنام (نبينا محمد صلى الله عليه وسلم) ومقصد روحانية وعلم وحضارة للملايين من المسلمين حول العالم.
وقد دشن خادم الحرمين الشريفين الملك عبد الله بن عبد العزيز آل سعود –يرحمه الله- فكرة مدينة المعرفة الاقتصادية لتكون أحد ركائز إستراتيجية التنويع الاقتصادي للمملكة العربية السعودية المبني على المعرفة وتعزيز مكانة المدينة المنورة كمركز عالمي للعلم والحضارة الإسلامية بالإضافة إلى المساهمة في تنمية المستوى الاقتصادي للمدينة المنورة التي تعد رابع أكبر مدينة في المملكة العربية السعودية من حيث عدد السكان بمعدل نمو سنـوي يفوق متوسط النمـو السكاني لجميع مناطق ومدن المملكة العربية السعودية وتشهد تنفيذ العديد من المشاريع التنموية والتطويرية تلبيةً للطلب المتزايد والمتنامي على مختلف الخدمات من قبل قاطنيها وزوارها كما تشهد نمـواً مضطرداً في عـدد زوارهـا من خارج المملكة حيث يزورها عدد كبير من داخل وخارج المملكة.

## الرؤية
بوابة المدينة للمستقبل.

## الرسالة
بناء صرح حضاري جاذب ومحفز للاستثمار يوفر لقاطنيه وزوار المدينة المنورة أسلوب حياة متميز وخدمات متكاملة كما يقدم عائداً مجزياً لمساهميه.

## نبذة عن نشاط الشركة
تطوير العقارات، الأراضي المستصلحة، والأراضي الأخرى في المدن الاقتصادية أو في غيرها، باعتباره استخدام مختلط أو عمليات تطوير أخرى، بما فيها البنى الأساسية وشبكات الإتصال والمياه والكهرباء ومحطات تنقية المياه وغيرها من الأعمال المتعلقة بتطوير المدن الاقتصادية.

## أعضاء مجلس الإدارة
يتكون مجلس إدارة الشركة من (11) عضواً تعينهم الجمعية العامة للمساهمين لمدة لا تزيد عن ثلاث (3) سنوات. واستثناء من ذلك عين المؤسسون أول مجلس إدارة لمدة خمس سنوات اعتباراً من تاريخ القرار الوزاري الصادر بإعلان تأسيس الشركة في 27/7/2010م.
وتمثل الدورة الحالية لمجلس الإدارة الدورة الثالثة للمجلس التي بدأ عملها في 28/7/2018م ومدتها ثلاث سنوات تنتهي في 27/7/2021م. ويتشكل المجلس فيها كالتالي:
- الأستاذ أمين بن محمد أمين شاكر
- الدكتور أحمد بن حسن آل مرعبة العرجاني
- الأستاذ صالح بن محمد عوض بن لادن
- الأستاذ عمر بن عبد العزيز الزبن
- لدكتور جاسم بن شاهين الرميحي
- المهندس إياد بن عبد الرحمن البنيان
- المهندس أنيس بن أحمد مؤمنة
- الأستاذ تركي بن نواف بن عبد الرحمن السديري
- الأستاذ زياد بن محمدمكي التونسي
- الدكتور علي بن صديق الحكمي
- الأستاذ عبد الله بن حسن قنزل